# 664136 Tercu
664136 Tercu este o planetă minoră (asteroid) din centura de asteroizi. A fost descoperită pe 11 martie 2008 la Observatorul La Silla de . 
Obiectul prezintă o orbită caracterizată de o semiaxă mare de 2,5570830873701 UAi, o excentricitate de 0,21079260872767, o înclinație de 14,627450784951 ° în raport cu ecliptica.